# Tratado de Christburgo
El Tratado de Christburgo (el moderno Dzierzgoń, en Polonia) fue un tratado de paz que firmaron el 2 de febrero de 1249 los clanes prusianos paganos, representados por un legado apostólico, y los caballeros teutones. Aunque se menciona a menudo como el pacto que puso fin al primer levantamiento prusiano, no se llegó a aplicar y quedó en nada, especialmente tras la batalla de Krücken de noviembre de 1249, en la que los prusianos torturaron y mataron a cincuenta y cuatro caballeros que se les habían rendido. El tratado garantizaba los derechos individuales a los prusianos que se habían convertido al cristianismo, pero no acabó con la animosidad entre los dos bandos ya que no incluía a aquellos que no deseaban cambiar de fe y, por su parte, los caballeros habían jurado acabar con el paganismo. Es uno de los pocos documentos de la época que se conservan completos. Ayuda a entender la vida de la región y las tensiones religiosas que atenazaban Prusia por entonces, al igual que algunas tradiciones y creencias religiosas de los prusianos.

## Situación
En 1230 los caballeros teutones, orden religiosa católica, se asentó en la comarca de Chełmno y emprendió una cruzada contra los prusianos paganos. En 1241 cinco de los siete clanes prusianos principales se habían rendido a los caballeros. Entonces estalló el primer alzamiento prusiano. Los prusianos formaron una liga con Świętopełk II de Pomerania, duque polaco que disputaba a los caballeros el domino de Pomerania. Al principio la suerte favoreció a los rebeldes y los caballeros solo conservaron sus cinco castillos más inexpugnables. Sin embargo, Świętopełk perdió varias batallas y tuvo que pedir la paz. Los caballeros recibieron sustanciales refuerzos venidos de Alemania por mediación papal; con estas nuevas fuerzas, los caballeros consiguieron finalmente sofocar la revuelta. 
En 1246, el papa Inocente IV nombró a su capellán, Jacobo de Lieja —el futuro papa Urbano IV— mediador en el conflicto, con la misión de que se firmase la paz. La contienda, empero, continuó hasta 1248. En septiembre de ese año, Świętopełk suscribió una tregua y luego firmó el tratado de paz con los teutones el 24 de noviembre. Los prusianos perdieron así a su principal valedor, y tuvieron que parlamentar. Como el papa se consideraba su soberano, el legado rubricó el tratado tanto en nombre del pontífice como en el de aquellos. Aunque solo los pomesanios aceptaron firmar el tratado, este se suscribió también en nombre de los warmianos y los natangianos. El documento se rubricó en Christburgo (el moderno Dzierzgoń), población que los Caballeros habían fundado en el sitio de una anterior fortaleza pomesania importante de la que se habían apoderado la Nochebuena de 1247.

## Disposiciones
El preámbulo hizo hincapié en que los caballeros teutones habían roto sus promesas a papas anteriores de respetar a los nuevos conversos y garantizar su libertad. El tratado no hizo referencia a la situación política y se limitó a garantizar los derechos individuales de los conversos, a los que se animaba a abrazar la fe cristiana. Los conversos podrían heredar, adquirir tierras y otras propiedades. Las ventas de inmuebles se autorizaban únicamente si el comprador y el vendedor eran de la misma nacionalidad; los caballeros recibirían un tasa por la transacción. Esta disposición buscaba impedir que el vendedor huyese al enemigo. La propiedad podría legarse no solo a hijos varones como hasta entonces, sino también a las hijas y a otros parientes. La atención que se prestó en el documento a los derechos de propiedad sugiere que los caballeros a menudo los conculcaban. El tratado prometió también a los conversos la posibilidad de que se hiciesen sacerdotes o monjes, y aquellos de origen noble podían aspirar incluso a armarse caballeros e ingresar como miembros de pleno derecho en la hermandad de los caballeros teutones. Los conversos podrían asimismo denunciar y ser juzgados en los tribunales, tanto civiles como eclesiásticos, según el Derecho polaco. Las garantías se limitaban a aquellos que siguiesen los ritos cristianos y no hubiesen pecado, lo que en la práctica facilitaba los abusos de los caballeros.
Se prohibió que los prusianos desposasen a más de una mujer; únicamente el matrimonio celebrado en la iglesia tenía validez legal. Se vedó la compraventa de mujeres para el matrimonio y el desposorio de madrastras, cuñadas, o mujeres de parientes muertos en cuatro generaciones. Otras costumbres paganas también fueron vetadas explícitamente: la adoración de Curche, el dios de las cosechas y el grano; el sostenimiento de sacerdotes paganos (Tulissones vel Ligaschones), que oficiaban ciertos rituales en los funerales; y la incineración de los difuntos con caballos, personas, armas, o cualquiera otra propiedad.
Los prusianos se comprometieron a entregar tierras y ganado y abastecer de otros productos necesarios a trece iglesias de Pomesania, seis de Warmia y tres de Natangia en un plazo de medio año. Las iglesias debían ser tan hermosas que animasen a los paganos a rezar en ellas en vez de hacerlo en los bosques. Los prusianos habían de pagar asimismo un diezmo anual en grano y participar en las campañas teutonas, a las que debían acudir con sus propias armas y bastimentos. Se comprometían además a no forjar alianzas contra los caballeros teutones.

## Consecuencias
Como el tratado no satisfizo a los que no deseaban convertirse, la contienda pronto se reanudó. En noviembre de 1249, los caballeros teutones sufrieron una grave derrota en Krücken, en la que los prusianos se ganaron fama de gente salvaje y sin honor. Hubo algunos choques más antes de que Świętopełk se ofreciese a colaborar. La guerra concluyó en 1253, fecha que algunos citan como el fin del primer levantamiento. El tratado quedó entonces anulado.